# Mijnenveld

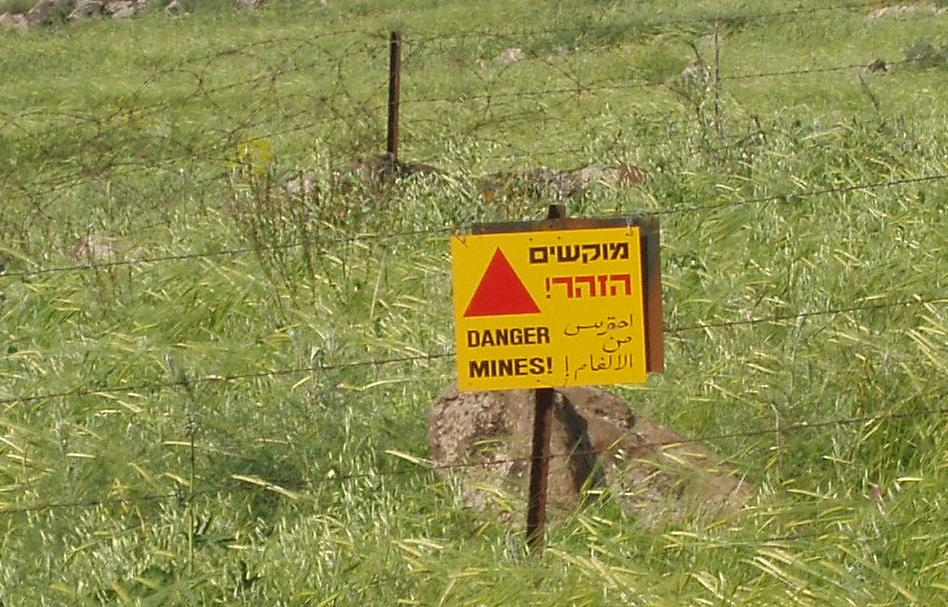
Waarschuwingsbord bij een oud mijnenveld op de Golan Hoogvlakte

Een mijnenveld is een al dan niet afgebakend gebied waar land- of zeemijnen liggen die bij contact zullen ontploffen.

## Functie
Mijnenvelden hebben een verdedigende bedoeling: ze vormen hindernissen die een vijandelijke aanval moeilijker zullen maken. De mijnen worden meestal begraven of op andere wijze aan het oog onttrokken. Degenen die zich te voet of in een voertuig of per schip in een mijnenveld begeven lopen zo het het risico onverhoeds door een explosie getroffen te worden.
Mijnenvelden worden soms duidelijk zichtbaar afgebakend om te voorkomen dat personen zich er per ongeluk in begeven. De afbakening heeft dan een afschrikkende werking. Dit biedt ook de mogelijkheid om met een afbakening en waarschuwingsborden een schijn-mijnenveld te creëren waar in werkelijkheid geen mijnen gelegd zijn. Als afschrikkend middel kan dit net zo effectief kan zijn als een echt mijnenveld.

## Maatschappelijk probleem
Wereldwijd zijn mijnenvelden achtergebleven die ook na de oorlog vele slachtoffers veroorzaken: meer dan 60 miljoen mensen in 59 landen leven in angst voor landmijnen en andere overblijfselen van conflicten uit het verleden. Bekende voorbeelden zijn Mozambique, Zimbabwe, Vietnam, Laos en Cambodja. In laatstgenoemde land alleen al zouden zo'n zes miljoen landmijnen zijn. Daar hebben zij sinds de val van het regime van de Rode Kmer in 1979 in vier decennia een kleine 65.000 slachtoffers gemaakt.
Het onschadelijk maken van mijnenvelden, dat wil zeggen het opsporen van landmijnen en deze vervolgens uitschakelen, is een tijdrovende, moeilijke en levensgevaarlijke onderneming, die grote precisie vereist. Er worden continu nieuwe technieken ontwikkeld. De inzet van ratten is er één van. Magawa, een Afrikaanse buidelrat, is een bekend voorbeeld hiervan.